# Detective Conan: El perseguidor negro
Detective Conan: El perseguidor negro (漆黒の追跡者チェイサー Meitantei Konan: Shikkoku no Cheisā) es el título del decimotercero largometraje de la serie de anime y manga Detective Conan estrenado en Japón el 18 de abril del 2009. La película recaudó 3.5 billones de yens.